# Epectaptera roseipennis
Epectaptera roseipennis là một loài bướm đêm thuộc phân họ Arctiinae, họ Erebidae.